# 四角錐反柱形分子構造
化学において、四角錐反柱形分子構造（しかくすいはんちゅうけいぶんしこうぞう、英: capped square antiprismatic molecular geometry）は、中心原子の周りに9つの原子または原子のグループまたは配位子が四角錐反柱の各頂点に配置された化合物の形状を説明する。
四角錐反柱は四角錐の底面に反四角柱が張り付いた形状である。この点において、「冠をかぶった (capped)」反四角柱を見ることができる。
四角面三冠三角柱形分子構造と非常に似ており、ある分子が示す特定の幾何配置に関して論争がある。

## 例
- ReH2−
9は四角錐反柱形幾何配置を持つと説明されることがあるものの、その幾何配置はほとんどの場合四角面三冠三角柱形と説明される。
- [{LaCl(H2O)7}2]4+[1]
- [Pb(phen)4(OCIO3)]−[2]